# Pseudactium parabolicum
Pseudactium parabolicum är en skalbaggsart som först beskrevs av Brendel 1893.  Pseudactium parabolicum ingår i släktet Pseudactium och familjen kortvingar. Inga underarter finns listade i Catalogue of Life.